# Gerhard Wacher
Gerhard Wacher (* 29. November 1916 in Wien; † 28. Oktober 1990 in Konradsreuth) war ein deutscher Politiker (CSU). Er wirkte unter anderem als Staatssekretär im Staatsministerium für Wirtschaft und Verkehr in der Regierung des Freistaates Bayern.

## Leben und Beruf
Gerhard Wacher war der Sohn von Menta Wacher, geborene Jarmer, und des promovierten Rechtsanwalts Leo Wacher. Nach dem Besuch der Volksschule und dem Abitur 1934 an der Oberrealschule in Jägerndorf begann Wacher ein Studium der Landwirtschaft an der Deutschen Technischen Hochschule in Prag, das er 1939 mit dem zweiten Staatsexamen beendete. Von 1939 bis 1945 nahm er als Soldat am Zweiten Weltkrieg teil.
Wacher heiratete 1945 Gerda Hawerland und siedelte nach dem Kriegsende nach Westdeutschland über, trat in den bayerischen Staatsdienst ein und war seit 1946 als Wirtschaftsberater am Landwirtschaftsamt in Hof tätig. 1948 bestand er das Staatsexamen beim Bayerischen Staatsministerium für Ernährung, Landwirtschaft und Forsten. Anschließend arbeitete er als Diplom-Landwirt und Diplom-Ingenieur erneut in Hof, von 1948 bis 1951 als Landwirtschaftsassessor, seit 1952 als Landwirtschaftsrat und zuletzt als Oberlandwirtschaftsrat. Von Januar 1967 bis 1982 war er Vorstandsvorsitzender der Bayerischen Berg-, Hütten- und Salzwerke AG BHS München, deren Vorstand er seit 1966 angehörte. Des Weiteren war er von 1970 bis 1973 Mitglied des BR-Rundfunkrates und ab 1982 Vorstandsvorsitzender des TÜV Bayern. Zudem war er Aufsichtsratsvorsitzender von Porzellanfabrik Zeh, Scherzer & Co. und Kleindienst sowie Mitglied des Beirats der Bayerischen Vereinsbank und nichtberufliches Mitglied des Bayerischen Verfassungsgerichtshofes.
Zuletzt lebte er in Konradsreuth in Oberfranken.

## Partei
Wacher war evangelisch und trat 1949 in die CSU ein. Er war seit 1951 Vorsitzender des CSU-Kreisverbandes Hof und wurde 1953 zum stellvertretenden Vorsitzenden des CSU-Bezirksverbandes Oberfranken gewählt. Außerdem war er Mitglied des geschäftsführenden Landesvorstandes und des Präsidiums der „Christsozialen“.

## Abgeordneter
Wacher gehörte dem Deutschen Bundestag von 1953 bis zu seiner Mandatsniederlegung am 26. März 1963 an. Ab 1954 war er bis zu seinem Ausscheiden aus dem Parlament parlamentarischer Geschäftsführer der CSU-Landesgruppe und damit auch der CDU/CSU-Fraktion im Bundestag. In der zweiten und vierten Legislaturperiode war er über die Landesliste Bayern ins Parlament eingezogen, in der dritten Wahlperiode erlangte er ein Direktmandat im Wahlkreis Hof. Wacher war von 1966 bis 1974 Mitglied des Bayerischen Landtages und dort von 1970 bis 1974 Vorsitzender des Ausschusses für Grenzlandfragen. Darüber hinaus war er von 1972 bis 1984 Kreistagsmitglied des Kreises Hof.

## Öffentliche Ämter
Wacher amtierte vom 11. Dezember 1962 bis zum 5. Dezember 1966 als Staatssekretär im Staatsministerium für Wirtschaft und Verkehr in der von Ministerpräsident Alfons Goppel geführten Regierung des Freistaates Bayern.

## Ehrungen
- 1961: Bayerischer Verdienstorden
- 1969: Großes Verdienstkreuz der Bundesrepublik Deutschland
- 1986: Großes Verdienstkreuz mit Stern der Bundesrepublik Deutschland